# Alexander Ferdinand af Preussen
Alexander Ferdinand Prins af Preussen (26. december 1912 – 12. juni 1985) var en tysk prins af Preussen, der var søn af Prins August Wilhelm af Preussen og sønnesøn af Tysklands sidste Kejser Wilhelm 2. Som sin far, der var et fremtrædende medlem af det nazistiske parti, blev Prins Alexander Ferdinand tidligt tilhænger af nazismen og medlem af NSDAP.

## Biografi
Prins Alexander Ferdinand blev født den 26. december 1912 som det eneste barn født i ægteskabet mellem Prins August Wilhelm af Preussen (kaldet Auwi) og Prinsesse Alexandra Viktoria af Slesvig-Holsten-Sønderborg-Glücksborg. Hans far var søn af den daværende tyske kejser Wilhelm 2., mens hans mor var datter af hertug Frederik Ferdinand af Slesvig-Holsten-Sønderborg-Glücksborg. Hans farfar blev i lighed med de øvrige tyske fyrster tvunget til at abdicere, da monarkierne blev afskaffet i Tyskland ved Novemberrevolutionen i 1918 umiddelbart før afslutningen af Første Verdenskrig, hvilket også påvirkede prins Alexander Ferdinands stilling. Hans forældre blev skilt i 1920, og hans mor giftede sig igen med Arnold Ruhmann mindre end et år efter skilsmissen og rejste til USA. Hans far fik forældremyndigheden over ham ved skilsmissen.
Prins Alexander Ferdinand deltog i 1932 i brylluppet mellem Arveprins Gustav Adolf af Sverige og Prinsesse Sibylla af Sachsen-Coburg og Gotha i byen Coburg i det tidligere hertugdømme Sachsen-Coburg og Gotha; det var første gang, at et medlem af den tidligere tyske kejserfamilie havde besøgt det tidligere hertugdømme, siden det var blevet republik i 1918 og en del af Fristaten Bayern i november 1919.
Ligesom sin far, der blev en fremtrædende tilhænger af det nazistiske parti, blev Prins Alexander Ferdinand en tidlig tilhænger af nazismen. Prins August Wilhelm havde et hemmeligt håb om, at Adolf Hitler "en dag ville løfte ham eller hans søn Alexander op på kejserens ledige trone". Den støtte, som far og søn gav til det nye parti, forårsagede stærke uenigheder blandt Huset Hohenzollerns medlemmer, hvoriblandt Wilhelm 2. opfordrede dem begge til at forlade partiet. I 1933 forlod Prins Alexander Ferdinand SA og blev menig i den regulære tyske hær. I 1934 blev der lækket rapporter fra Berlin om, at prinsen forlod SA, fordi Hitler havde valgt den 21-årige Alexander Ferdinand til at efterfølge ham som "hovedmand i Tyskland, når han [Hitler] ikke længere kan bære faklen". Rapporten fortsatte dog med at sige, at Joseph Goebbels forventedes at modsætte sig prinsens nominering. I modsætning til mange andre tyske fyrstelige, som blev mål for Hitlers mistillid og blev fjernet fra deres kommandoer i militæret, var Alexander det eneste medlem af Huset Hohenzollern, der fik lov til at forblive på sin post. Fra november 1939 var Prins Alexander Ferdinand premierløjtnant i Luftwaffes signalkorps, stationeret i Wiesbaden.
Prins Alexander Ferdinand døde den 12. juni 1985 i Wiesbaden i delstaten Hessen i Vesttyskland.

## Ægteskab og børn
Prins Alexander Ferdinand giftede sig den 19. december 1938 i Garnisonskirken i Dresden i et morganatisk ægteskab med Armgard Weygand (22. august 1912 – 3. december 2001), datter af major Friedrich Weygand og Karla Franziska Oheim. Hun var enke efter en major i Luftwaffe, og var oprindeligt fera Wiesbaden, hvor Alexander Ferdinand var udstationeret. Da ægteskabet ikke blev regnet for jævnbyrdigt, var der ingen af hans slægtninge, der deltog i ceremonien, men hans medofficerer fungerede som vidner. Parret fik en søn, Stephan Alexander, i 1939.